# Burg im Hayn
Die Burg im Hayn ist der Burgstall einer Wasserburg (Motte) südlich von Obertshausen im Landkreis Offenbach in Hessen.

## Anlage

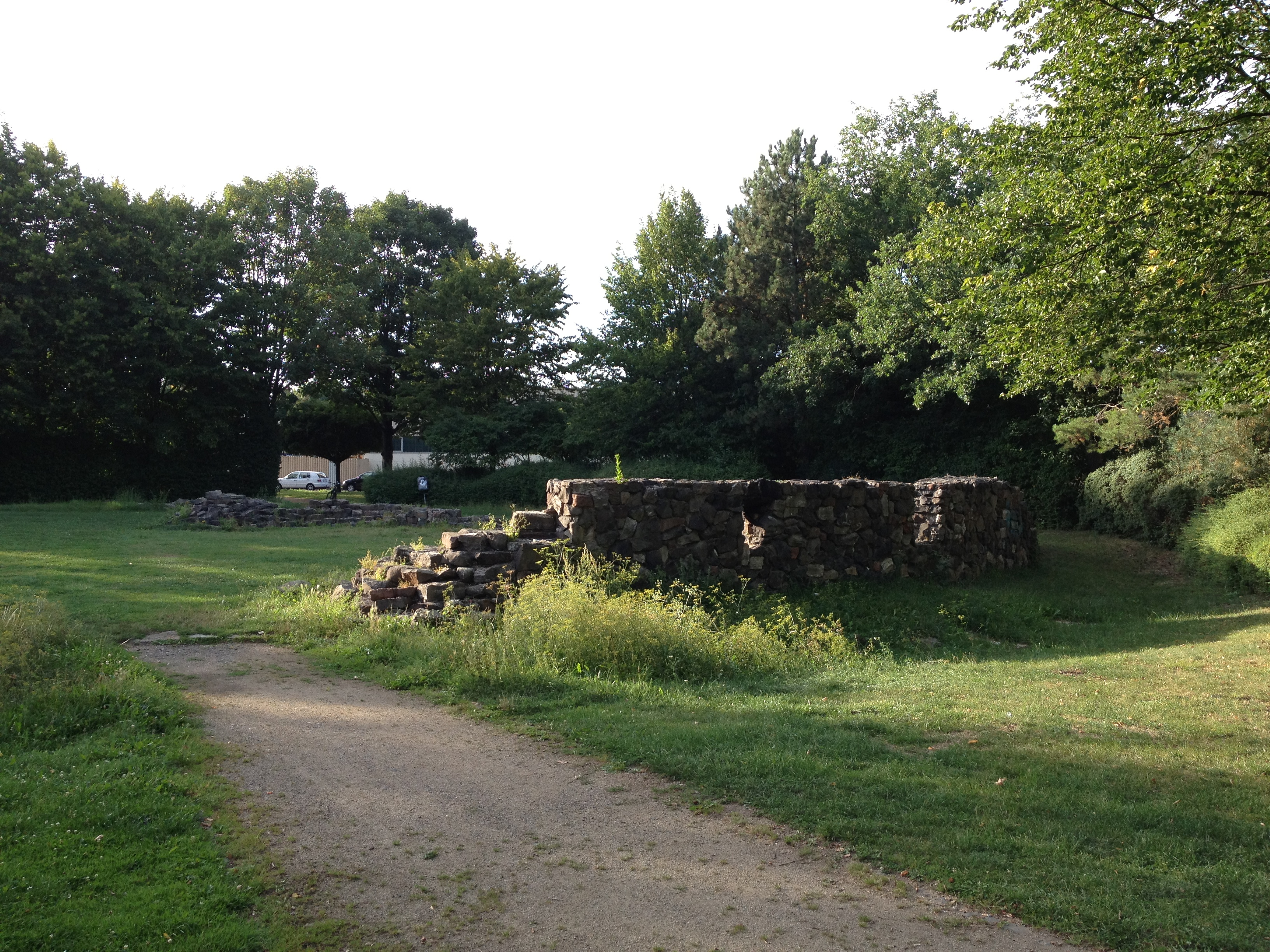
Wiederaufgemauerte Burgreste, deutlich wird die kreisförmige Anlage

Von der Turmhügelburg (Motte) sind nur noch wenige Steinbrocken und Mauerreste erhalten. Von einer militärischen Zerstörung ist allerdings nichts überliefert. Die Anlage diente als Steinbruch, wodurch sie nach und nach abgetragen und zerstört wurde. Der Zusatz „Hayn“ (=im Wald) deutet auf eine Fliehburg – einen Rückzugspunkt hin. Die Burg ist aber als Repräsentations und Verteidigungsanlage errichtet worden. Aus diesem Grund kam der Zusatz Hayn wahrscheinlich erst später hinzu, als die Burg ihre strategische Bedeutung verlor. Eine urkundliche Erwähnung der „Burg im Hayn“ findet sich im Steinheimer Salbuch von 1576: „item der Hayn umb die Borgk ist 9 morgen und stosst uff Eppstein“. Auch sonst ist nur wenig über die Burg im Hayn bekannt.
Angeblich fanden Ende des 19. Jahrhunderts zwei Bewohner von Hausen (heute ein Stadtteil von Obertshausen) in einem Frankfurter Trödelmarkt eine Skizze der Burg. Die beiden konnten sich das Bild nicht leisten und fertigten deshalb eine Kopie an. Ein Mainzer Maler soll anhand der Kopie ein Aquarell angefertigt haben. Der Wahrheitsgehalt der Geschichte ist nicht erwiesen. Das Aquarell existiert aber. Es stellt ein schönes Märchenschloss dar, hat aber nichts mit der historischen Anlage zu tun. Bei Grabungen von 1964 und 1974 konnten die ungefähren Ausmaße der Burg bestimmt werden. Sie war wohl umgeben von einer ca. 2,20 Meter breiten Burgmauer, vor der in einer Entfernung von einem Meter ein wassergefüllter Burggraben verlief. Die Größe der Burganlage betrug 28 mal 31 Meter. In der Mitte stand ein Turm. Das Aquarell und Skizzen der historischen Burg können im Heimatmuseum der Stadt Obertshausen besichtigt werden.
Sämtliches Mauerwerk des Burgstalles ist modern neu aufgemauert und stellt somit eine künstliche Ruine dar. Original ist dagegen der noch zu erahnende Ringgraben.

## Geschichte
Die Burg war vermutlich Stammsitz der Adelsfamilie der Herren von Hausen, welche von den alten Maingaugrafen abstammte und mit den Herren von Hagenhausen verwandt waren (nach Hainhausen benannt, später Herren von Eppstein). Die Herren Wigger von Hausen und Gottfried von Hausen dürften in Zusammenhang mit der Burg stehen. Sie sind in Urkunden aus den Jahren 1130 und 1151 überliefert und waren Besitzer des Landes.
Nach dem Aussterben der Herren von Hausen ging die Burg im Hayn an die mit ihnen verwandten Herren von Hagenhausen über. Udalrich von Hagenhausen schenkte die Burg 1124 an den Erzbischof Adalbert von Mainz.
Im Jahr 1173 gingen die Hoheitsrechte über den Ort Obertshausen, die angrenzenden Ländereien sowie die Burg auf die Herren von Eppstein über, die aus den Hagenhausenern hervorgegangen sind. Spätestens Ende des 14. Jahrhunderts war die Burg verlassen.
In den folgenden Jahrhunderten wechselten die Besitzverhältnisse des Geländes mehrmals. Ab 1664 war Obertshausen und der Burgstall in Besitz der Grafen von Schönborn und ab 1806 der Fürsten von Isenburg-Birstein. 1816 wurde das Großherzogtum Hessen Besitzer von Dorf und Burgstall.
1964 und 1974 wurden mit mäßigem Erfolg archäologische Grabungen durchgeführt. Letzte archäologische Grabungen erfolgten 1964 durch Karl Nahrgang und 1974 durch Klaus Ulrich. Bei letzterer konnte der Rundturm der Burg nachgewiesen werden. Gefundenen Fragmente waren nicht besonders gut erhalten. Ursachen sind wohl die Nutzung als Steinbruch für die Ortsbaueten in der Vergangenheit sowie die landwirtschaftliche Nutzung der Fläche.

## Diverses

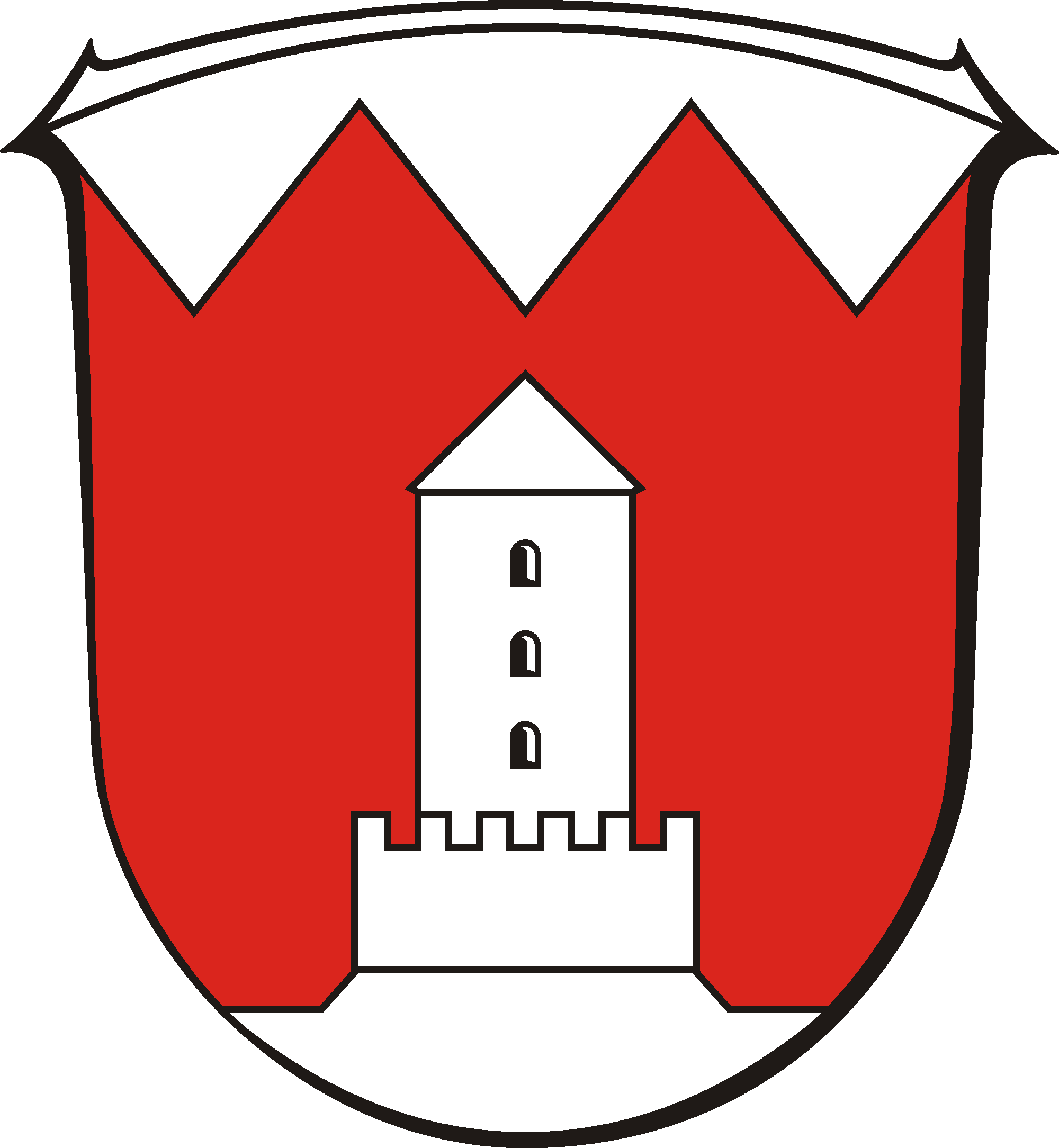
Wappen von Obertshausen bis zur Zusammenlegung mit Hausen 1977

Im Wappen von Obertshausen war die alte Wasserburg bis 1977 zu sehen. Durch die Zusammenlegung mit Hausen erhielt der Ort ein neues Wappen, in dem auf die Darstellung der Burg verzichtet wurde. 